# Adeste Fideles
Adeste Fideles (łac. Przybądźcie wierni) – średniowieczny hymn katolicki na okres Bożego Narodzenia nieznanego autorstwa.

## Charakterystyka
Jedyną pewną informacją o pochodzeniu pieśni jest imię i nazwisko kopisty, który zapisał tekst i melodię popularnej pieśni irlandzkiej – sir John Francis Wade (1711–1786). Autor ten sporządził kopię hymnu między 1743-1744 dla katolickiego chóru w Douai na północy Francji (region Nord-Pas-de-Calais). W XVIII w. w miasteczku chronili się prześladowani przez irlandzkich protestantów na Wyspach Brytyjskich katolicy.
Hymn ten został przetłumaczony na wiele języków i jest jedną z najpopularniejszych i najbardziej znanych kolęd świata. Najczęściej obok oryginalnej wykonywana jest wersja angielska O come all ye faithful.

## Melodia
Za autora muzyki do tej kolędy uważa się Johna Francisa Wade, lecz spotykane są także zdania, że jej autorem mógł być John Reading lub jego syn, a nawet Haendel czy portugalski kompozytor Marcos António da Fonseca. Faktem jest, że w latach powstania tej kolędy na świecie spotykało się wiele podobnych tematów muzycznych. Najstarszy zachowany rękopis Johna Francisa Wade'a zawiera zarówno nuty jak i tekst. Został on opublikowany w 1760.

## Tekst
Pochodzenie oryginalnego XIII-wiecznego tekstu przypisywano wielu autorom, np. św. Bonawenturze czy królowi Portugalii Janowi IV. Uważa się, że John Francis Wade spisał i dostosował znany wcześniej tekst i skomponował do niego muzykę.
Tekst kolędy liczył w oryginale 4 zwrotki, dopiero potem ich liczbę zwiększono do 8. W użyciu jest wiele wersji tekstu łacińskiego różniących się zarówno liczbą zwrotek, jak i pewnymi fragmentami tekstu. Poniżej podany jest tekst uważany za oryginalny oraz jego polska wersja.
| Oryginalny tekst łaciński | Przekład z łaciny na polski (Gotfryd V. Gray) | Polski przekład śpiewnikowy (Tomasz Kmita-Skarsgård) (ks. Paweł Sikora (4 zwrotka) |
| --- | --- | --- |
| 1. Adeste Fideles laeti triumphantes, Veníte, veníte in Bethlehem. Natum vidéte, Regem Angelorum: Veníte adoremus, Veníte adoremus Dóminum 2. Deum de Deo, lumen de lúmine, gestant puellae viscera Deum verum, genitum non factum: Veníte adoremus, Veníte adoremus Dóminum 3. Cantet nunc Io chorus Angelórum cantet nunc aula caelestium, Gloria in excelsis Deo: Veníte adoremus, Veníte adoremus Dóminum 4. Ergo qui natus, die hodierna Jesu, tibi sit glória Patris aeterni Verbum caro factum: Veníte adoremus, Veníte adoremus Dóminum. | 1. O przybywajcie wierni wesoło i z tryumfem, O przybywajcie tutaj, do Betlejem. Przyjdźcie zobaczyć Anielskiego Króla: Padnijmy na kolana, padnijmy na kolana, Padnijmy na kolana – to Chrystus Pan. 2. To Bóg jest z Boga, światłość ze światłości, Z matki dziewicy zrodzony tu. Bóg to prawdziwy na świat dzisiaj przyszedł: Padnijmy na kolana, padnijmy na kolana, Padnijmy na kolana – to Chrystus Pan. 3. Śpiewajcie teraz Panu wy anielskie chóry, Śpiewajcie świętej Marii i Panu wraz. Chwała na niebie Panu Najwyższemu: Padnijmy na kolana, padnijmy na kolana, Padnijmy na kolana – to Chrystus Pan. 4. Ten, kto się narodził dnia dzisiejszego, Jezu, nasz ojcze wieczna chwała ci. A słowo ciałem stało się dzisiaj: Padnijmy na kolana, padnijmy na kolana, Padnijmy na kolana – to Chrystus Pan. | 1. Przybądźcie, o wierni, z weselem, tryumfem, przybądźcie, przybądźcie do Betlejem! Śpieszcie powitać Króla Anielskiego. Padnijmy na kolana, padnijmy na kolana, padnijmy na kolana: to Chrystus Pan. 2. Bóg z Boga, Przedwieczny, Światłość ze światłości, powity z Dziewicy, przychodzi już. Bóg to prawdziwy, lecz nie jest stworzony. Padnijmy na kolana, padnijmy na kolana, padnijmy na kolana: to Chrystus Pan. 3. Śpiewajcie Królowi wy, anielskie chóry, na niebie zanućcie pochwalny hymn! Śpiewem pozdrówcie Bożą Rodzicielkę Padnijmy na kolana, padnijmy na kolana, padnijmy na kolana: to Chrystus Pan. 4. O Panie, coś dzisiaj dla nas się narodził, niech będzie Ci chwała i moc, i cześć! Słowo wcielone od Ojca wieczności. Padnijmy na kolana, padnijmy na kolana, padnijmy na kolana: to Chrystus Pan. |

## Interpretacje
Pieśń bożonarodzeniowa znajduje się w repertuarze wielu wykonawców zarówno XX, jaki XXI w. Oto niektórzy spośród nich:
- Język łaciński
  - Bruno Pelletier, album Concert de Noël z 2003
  - Andrea Bocelli, album Sacred Arias z 1999
  - Bing Crosby, album Merry Christmas z 1945
  - The Kelly Family, album Christmas All Year z 1981
  - Fairuz, album Christmas Hymns z 1965
  - Frank Sinatra, singel Silent Night z 1946 (razem z The Ken Lane Singers)
- Język angielski
  - Harry Belafonte, album To Wish You a Merry Christmas z 1958
  - Il Divo, album The Christmas Collection z 2005
  - Enya, album Sounds of the Season: The Enya Holiday Collection z 2006
  - Lisa Fischer, na albumie Home Alone 2: Lost in New York z 1992
  - Josh Groban, w albumie Noël z 2007
  - Elvis Presley, album Elvis Sings the Wonderful World of Christmas z 1971
  - Carly Simon, album Christmas Is Almost Here Again z 2002
  - Twisted Sister, podczas The Tonight Show with Jay Leno 13 grudnia 2006
  - Bob Dylan, album Christmas in the Heart z 2009
  - Helene Frischer,  album "Weihnachten" z 2015